# Don Most
 (mars 2010).
Si vous disposez d'ouvrages ou d'articles de référence ou si vous connaissez des sites web de qualité traitant du thème abordé ici, merci de compléter l'article en donnant les références utiles à sa vérifiabilité et en les liant à la section « Notes et références ».
Donny Most (né le 8 août 1953 dans le quartier de Brooklyn à New York aux États-Unis) est un acteur américain connu principalement pour son rôle de Ralph Malph dans la série Happy Days.

## Biographie
Son père était comptable. Sa passion du cinéma lui est venue en regardant L'Histoire de Jolson, un film qu'une station locale de télévision diffusait plusieurs fois par jour et dont Most mémorisait à chaque fois l’histoire. En 1979, il a raconté à un journaliste de guide de tv avoir regardé ce film 50 fois et qu’il a appris par cœur chaque ligne du dialogue.
À l'âge de 15 ans, il faisait partie d'un groupe d'adolescents qui ont joué le circuit appelé « borscht-ceinture ». Au lycée, il intègre une classe professionnelle et il apparaît dans des spots publicitaires à la télévision.
Don Most est diplômé du Erasmus Hall High School de Brooklyn dont sont issus Barbra Streisand et Eli Wallach.
Il a continué ses études à l'université de Lehigh en Pennsylvanie et en 1973, il part pour un été à Los Angeles. Durant son séjour il obtient un rôle dans Emergency! et Room 222 et il décida de ne pas retourner à l'université.
Il a auditionné pour le rôle de Potsie dans Happy Days mais a été immédiatement éliminé en raison de sa couleur de cheveux. Ron Howard, qui est également roux, avait le rôle de Richie Cunningham et son meilleur ami Potsie ne devait donc pas être roux. Mais les producteurs ont apprécié Don Most donc ils créent pour lui le personnage de Ralph Malph.
En 1980, il quitte la série pour se consacrer au cinéma. Il a prêté sa voix à la série animée Donjons et Dragons de 1983 à 1986. Il fait quelques disques.[réf. nécessaire]
Il a également fait des apparitions dans diverses séries (L'Île fantastique, La croisière s'amuse, Chips, Arabesque, Alerte à Malibu et Sliders).
En 1995, il a joué le disc-jockey Vince Fontaine dans Grease comme d'autres acteurs de Happy Days.

## Filmographie
- 2024 : Unsung Hero de Richard L. Ramsey et Joel Smallbone : Pierce